# Charles Adu Boahen
Charles Kofi Adu Boahen né en mai 1970 à Accra au Ghana, est un banquier d'investissement, homme d'affaires, homme politique et fonctionnaire ghanéen qui a été vice-ministre des Finances puis ministre d'État au ministère des Finances du gouvernement du président Nana Akufo-Addo entre 2017 et 2022.
Il est membre du Nouveau Parti Patriotique,,,,. Il est le fils de Mme Jane Thyra Adu Boahen et du professeur Albert Adu Boahen, un universitaire, historien et homme politique international qui est devenu le porte-drapeau du Nouveau Parti Patriotique lors des élections générales ghanéennes de 1992.
Avant son passage au gouvernement, Adu Boahen a mené une carrière de 20 ans dans la finance d'entreprise du secteur privé, le capital-investissement et la gestion d'actifs, commençant à Wall Street à New York, puis à Lagos, au Nigéria et à Johannesburg, en Afrique du Sud. Après avoir quitté son poste au gouvernement en novembre 2022, il est depuis retourné dans le secteur privé,,,.

## Biographie

### Jeunesse et éducation
Adu Boahen est né à Accra dans une famille de classe moyenne. Son père Albert Adu Boahen était alors professeur d'histoire à l'Université du Ghana, et sa mère Jane Thyra Boahen travaillait à la Banque du Ghana. Il a 4 frères et sœurs, dont Kwabena Boahen, professeur de génie biomédical à Stanford. Il a fait ses études à l'école Achimota du Ghana, où il a obtenu son baccalauréat, et à l'école Mfantsipim (en), où il a obtenu son baccalauréat.
Après avoir terminé ses études secondaires au Ghana, il s'est rendu aux États-Unis, où il a obtenu son baccalauréat en génie chimique de l'Université de Californie du Sud. Alors qu'il était étudiant, Adu Boahen s'est rapidement rendu compte qu'il n'aimerait pas travailler comme scientifique à temps plein. Il a remporté un stage d'été à la banque de Wall Street Salomon Smith Barney grâce au programme compétitif Sponsors for Educational Opportunity (SEO), un programme de mentorat qui aide les étudiants méritants à obtenir des stages et d'autres opportunités,. Après avoir impressionné lors de son stage, il s'est vu proposer un emploi et, après avoir obtenu son diplôme de l'USC, il a déménagé à New York pour commencer sa carrière chez Salomon Smith Barney dans la division banque d'investissement, en se concentrant sur les secteurs de la chimie et de l'énergie. Il y a travaillé pendant quelques années avant de faire une brève pause dans sa carrière pour obtenir un MBA de la Harvard Business School,. Adu Boahen a souligné l'importance de l'éducation, la qualifiant de « priorité absolue » et d'« outil puissant ».

### Carrière
L'honorable Charles Kofi Adu Boahen possède plus de 19 ans d'expérience dans le secteur privé en finance, notamment en finance d'entreprise, en banque d'investissement, en gestion d'actifs et en capital-investissement. 
Après ses études, il a travaillé avec des entreprises telles que le fonds d'infrastructure africain AIG de 400 millions de dollars en tant que responsable des investissements, et Salomon Smith Barney, qui fait maintenant partie de Citigroup à Wall Street dans leur division de banque d'investissement, où ses responsabilités comprenaient diverses missions de financement d'entreprise et de fusions et acquisitions, principalement dans le secteur des produits chimiques et de l'énergie. Après AIG, il rejoint la banque d'investissement JP Morgan en tant que vice-président en charge de la banque d'investissement pour l'Afrique subsaharienne à l'exception de l'Afrique du Sud. Il était également, à cette époque, le représentant principal du pays chez JP Morgan, au Nigéria. Après 5 ans chez JP Morgan, il a quitté l'entreprise pour occuper le poste de directeur et de responsable régional de la banque d'affaires et d'investissement pour la Standard Bank of South Africa, travaillant à Johannesburg en Afrique du Sud.
De retour au Ghana, il a fondé son entreprise, Black Star Advisors (BSA) en 2007. Black Star Advisors est une banque d'investissement et une société de gestion d'actifs. Il a également fondé Primrose Properties Ghana, une société de développement immobilier qui a réalisé un certain nombre de projets, notamment Primrose Place et Ghacem Towers,. Il a déclaré que la perte de son père en 2006 avait été un facteur de motivation dans sa décision de retourner au Ghana et de se lancer dans des projets entrepreneuriaux qui mettaient à profit son éducation et son expérience. Il a démissionné du conseil d'administration et de la direction de ses entreprises privées en 2017 afin d'occuper un poste au sein du gouvernement ghanéen en tant que vice-ministre des Finances.
En janvier 2023, la certification de sa société Black Star Brokerage pour opérer en tant que courtier en devises par la Banque du Ghana a été renouvelée.

#### Carrière politique
Adu Boahen a rejoint le gouvernement en tant que vice-ministre des Finances chargé des finances dans l'administration Nana Akufo-Addo en avril 2017, poste qu'il a occupé pendant 4 ans jusqu'à ce qu'il soit élevé par le président au poste de ministre d'État au ministère des Finances,. Ancien citoyen ghanéen et américain, il a déclaré lors de son processus de sélection initial auprès du Comité des nominations du Parlement ghanéen qu'il avait renoncé à sa citoyenneté américaine afin de se conformer aux exigences des lois ghanéennes régissant certaines personnes nommées par le gouvernement. Après un deuxième examen de son rôle élevé, le Parlement a approuvé sa nomination au poste de ministre d’État au ministère des Finances en juin 2021.
En tant que vice-ministre, Adu Boahen a aidé le ministre des Finances à exécuter son mandat en mettant l’accent sur les finances et la mobilisation des ressources extérieures. En tant que ministre d'État, ses responsabilités de surveillance ont été élargies pour inclure le budget en plus des portefeuilles des finances et de la mobilisation des ressources externes et pour assister aux réunions du Cabinet au nom du ministre.

## Controverse
En juin 2021, le ministère des Finances du Ghana a publié un communiqué de presse pour se défendre contre les accusations d'« emprunts inconsidérés » sur les réseaux sociaux et dans une partie de la population ghanéenne, affirmant que « tout emprunt du ministère des Finances est strictement déterminé par l'objectif de déficit pour l'année, tel qu'approuvé par le Parlement, le projet de loi de finances et les échéances venant à échéance au cours de l'année. En fait, ce gouvernement a fait preuve d'une discipline budgétaire exceptionnelle, comme en témoigne le déficit budgétaire inférieur à 5 % avant la COVID, malgré les coûts de sauvetage du secteur financier [y compris le remboursement des fonds des déposants] et les frais de surcapacité du secteur énergétique qui doivent être payés. ».
Le 14 novembre 2022, après que des extraits d'un exposé du journaliste d'investigation ghanéen controversé Anas Aremeyaw Anas ont été publiés par le journal New Crusading Guide, Adu Boahen a publié une déclaration abordant et niant les allégations contenues dans l'exposé et annonçant qu'il avait présenté sa démission afin de ne pas « être une distraction » pendant la conclusion des enquêtes. Plus tard dans la journée, le président de la République du Ghana l'a démis de ses fonctions de ministre d'État au ministère des Finances en raison d'allégations de corruption dans le documentaire intitulé Économie de Galamsey au Ghana. Il n'a pas été inculpé.
Ces événements se sont produits au milieu de diverses agitations de députés du Nouveau Parti patriotique au pouvoir exigeant que le ministre des Finances Ken Ofori-Atta, cousin du président Nana Akuffo-Addo, soit limogé. Par la suite, Adu Boahen a continué à siéger au conseil d'administration de la Banque du Ghana en tant que directeur du ministère des Finances pendant un certain temps, selon le rapport BOG 2022.
En 2023, après une enquête, le Bureau du Procureur spécial a signalé qu'aucune activité criminelle n'avait été commise dans le cadre d'allégations de corruption portées contre Adu Boahen et l'a donc innocenté de toutes les accusations.

## Philanthropie
Adu Boahen et ses frères et sœurs ont créé la Fondation Adu Boahen à la mémoire de leur défunt père, le célèbre historien et homme politique ghanéen, le professeur Albert Adu Boahen. En collaboration avec des universitaires tels que sa future conservatrice fondatrice, le Dr Victoria Ellen Smith, et d'autres parties prenantes de l'Université du Ghana, la Fondation a construit et remis une bibliothèque au département d'histoire de l'Université. Il a été officiellement inauguré en juin 2023.
La bibliothèque, nommée Bibliothèque et archives commémoratives Adu Boahen, abrite également des milliers de livres et d'écrits universitaires de la collection personnelle du défunt professeur qui ont été donnés par sa famille conformément à son testament. Son objectif déclaré est d'« inspirer tous les chercheurs et étudiants en histoire africaine à utiliser des méthodes de recherche empiriques et une théorie appropriée pour analyser de manière critique le passé de l'Afrique et créer des récits détaillés, précis et vrais », et « d'encourager la recherche qui reconnaît les origines anciennes et les civilisations complexes de l'Afrique ; qui explore les réponses des Africains à la domination coloniale et l'influence des Africains sur le monde entier ; et qui évalue l'histoire moderne afin de nourrir un sentiment de fierté nationale pour l'amélioration du Ghana et du continent dans son ensemble », entre autres choses.
Adu Boahen a été impliqué dans de nombreuses autres initiatives philanthropiques largement axées sur l'éducation et l'art, comme l'aide au financement des frais de scolarité et d'hébergement d'un aspirant étudiant en médecine dont le sort a été mis en lumière dans les médias ghanéens et le Kuenyehia Trust for Contemporary Art,. Lui et son frère, le professeur Kwabena Boahen, ont en outre, financé la conversion d'un bâtiment scolaire à l'école Mfantsipim de Cape Coast, d'une bibliothèque à une salle de conférence via la Fondation Adu Boahen en l'honneur de leur père. Le bâtiment a été inauguré publiquement par le directeur de l'école le 6 octobre 2022. Avec d'autres anciens élèves de son alma mater, l'école Achimota, Adu Boahen soutient un programme de bourses pour les étudiants de l'école qui ont été acceptés dans des établissements d'enseignement supérieur au Ghana mais qui n'ont pas les moyens d'y aller autrement.